# Joachim Haspinger

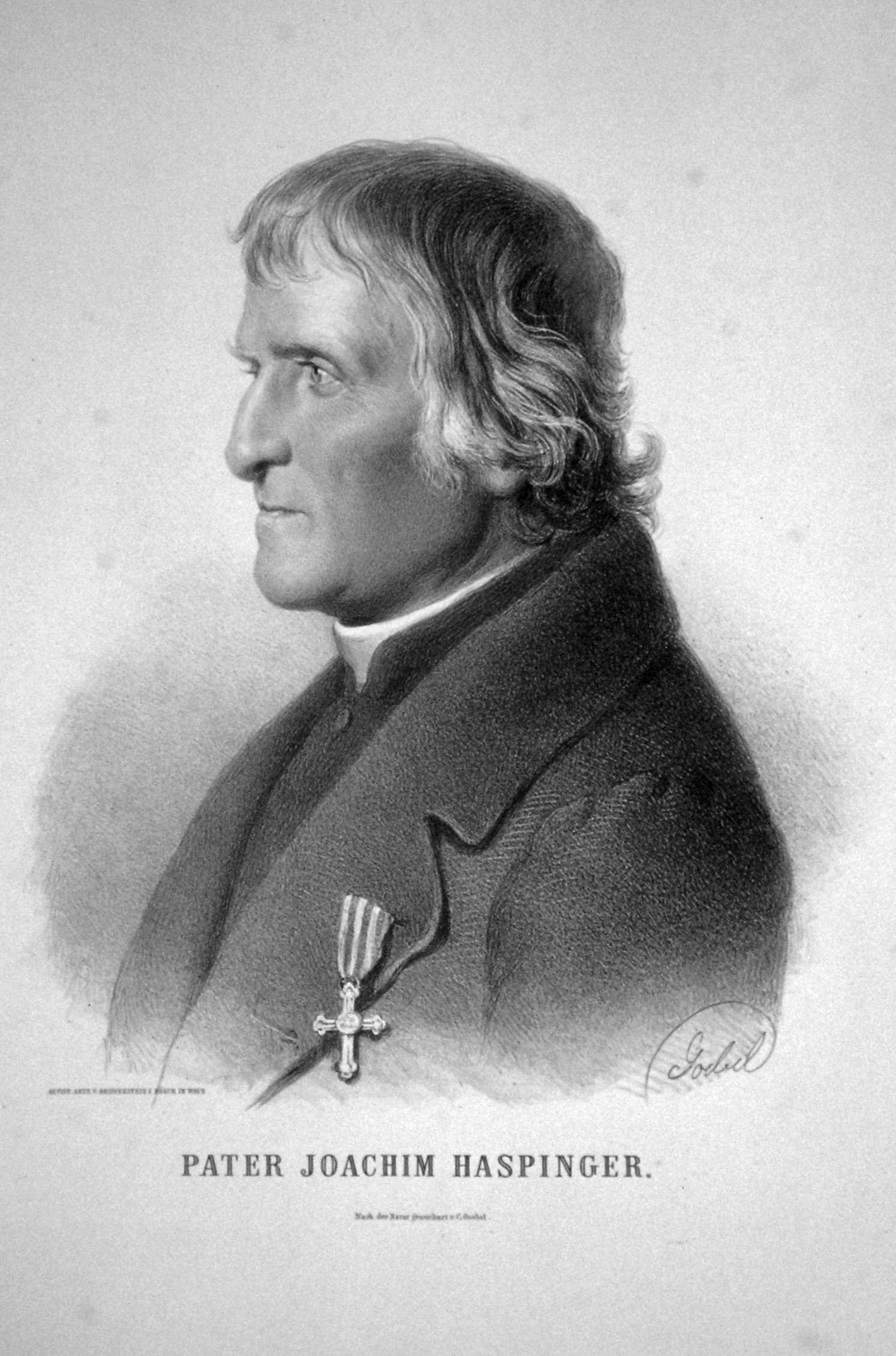
Joachim Haspinger, Lithographie von Carl Goebel

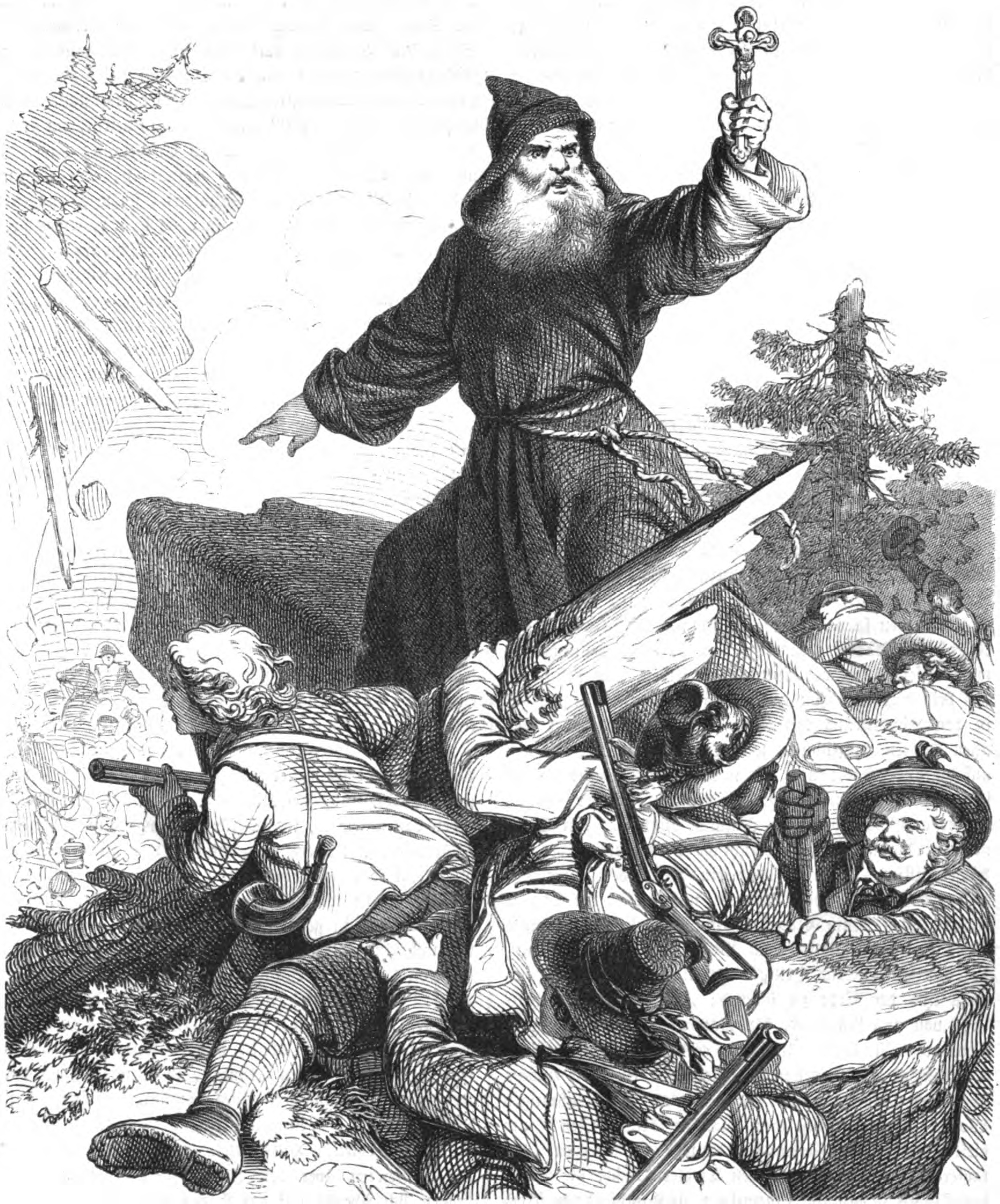
Haspinger in der Schlacht

Joachim Haspinger OFM cap (* 28. Oktober 1776 in St. Martin in Gsies in Südtirol; † 12. Jänner 1858 in Salzburg) war ein Kapuzinerpater und Tiroler Freiheitskämpfer.

## Leben
Joachim Haspinger studierte in Bozen und Innsbruck und kämpfte während des Studiums 1796, 1797 und 1799–1801 im österreichischen Heer gegen die Franzosen. 1802 trat er in den Kapuzinerorden ein. 1805 erhielt er die Priesterweihe und das Amt als Prediger im Kloster zu Schlanders im Vinschgau.
Hier betätigte er sich vorwiegend politisch. Haspinger rief aus religiösen Gründen zum Widerstand gegen die von der bayerischen Verwaltung angeordnete Pockenimpfung auf. Er schloss sich dem Geheimbund der Tiroler Patrioten an und beteiligte sich 1809 am Tiroler Volksaufstand. Haspinger nahm an den beiden Schlachten vom 29. Mai und 13. August teil, wo die Tiroler Schützen Hofers die französischen und bayrischen Truppen auf dem Bergisel schlugen. Von den Mitstreitern bekam er den Übernamen „Pater Rotbart“.
Im selben Jahr bereitete Haspinger auch den Aufstand im Lande Salzburg vor, der bis zum 3. November 1809 von französischen Truppen niedergeworfen wurde. Nach einem weiteren Aufstand der Tiroler unter Andreas Hofer musste er Tirol verlassen. Zuerst versteckte er sich neun Monate lang im Vinschgau auf der Tschenglsburg, darauf floh er am 31. Oktober 1810 nach Wien, wo er von 1810 bis 1812 Pfarrer in der Maria-Loretto-Kirche in Jedlesee war.
1812 erhielt er die geheime Mission, einen Volksaufstand vorzubereiten. Ab 1815 war er Pfarrer in Traunfeld im Weinviertel und wirkte als Seelsorger zu Sankt Lampert am Heiligen Berg bis zu seiner Pensionierung im Jahr 1836. Danach lebte er in Hietzing bei Wien.
1848 begleitete er wieder als Feldprediger eine Kompanie Tiroler Feldjäger nach Italien und ließ sich 1854 zu Salzburg im kaiserlichen Schloss Mirabell nieder, wo er 1858 starb. Sein Leichnam wurde in die Hofkirche nach Innsbruck gebracht und dort neben Andreas Hofer beigesetzt.

## Anerkennungen
- Im Jahr 1895 wurde die Haspingerstraße in der damals noch selbstständigen Gemeinde Wilten benannt.[2]
- Im Jahr 1898 wurde in Wien-Floridsdorf (21. Bezirk) der Haspingerplatz nach ihm benannt.
- Ein von Josef Piffrader geschaffenes Denkmal für Joachim Haspinger wurde 1908 in Klausen enthüllt.[3]
- Zum 75. Todestag wurde 1933 eine Gedenktafel an der Pfarrkirche Maria Loretto in Jedlesee in Wien angebracht.
- Gedenktafel im Schloss Mirabell, wo er starb.
- 1967 wurde die Jäger-Kaserne in Lienz (Osttirol) zur Haspinger-Kaserne umbenannt.[4]

## Filmografie

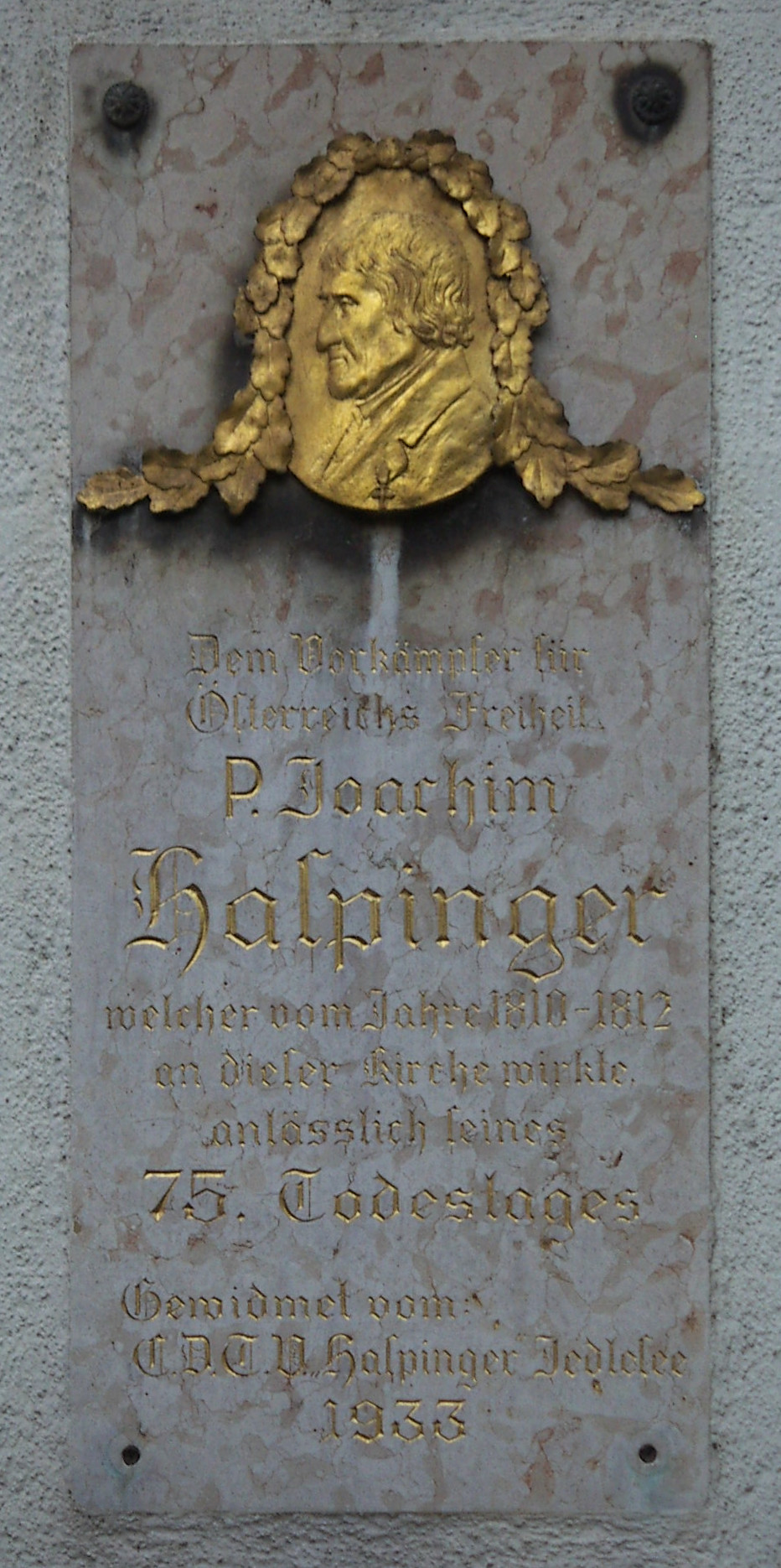
Gedenktafel Maria-Loretto-Kirche in Jedlesee

Im Film Andreas Hofer – Die Freiheit des Adlers von Xaver Schwarzenberger nach dem Buch von Felix Mitterer steht neben Andreas Hofer auch Joachim Haspinger, gespielt von Franz Xaver Kroetz, im Mittelpunkt. Er wird darin als blutgieriger, religiöser Fundamentalist dargestellt. Angelastet wird ihm ein besonders niederträchtiger und hinterhältiger Mord – historisch aber nicht belegt – an einem Tiroler Jungen, der zur bayerischen Armee zwangseingezogen wurde. Sein in einem Gegensatz zum Ende Hofers gestelltes Untertauchen wird als Opportunismus gezeichnet.